# Raw Deal (1986)
Raw Deal is een Amerikaanse actiefilm uit 1986 onder regie van John Irvin.

## Verhaal
Na het ruw behandelen van een verdachte wordt Mark Kaminsky bij de FBI ontheven van zijn functie en eindigt hij als een sheriff in een klein dorpje in North Carolina. Wanneer FBI-baas Harry Shannons zoon wordt gedood door een maffiabende uit Chicago, rekruteert hij Kaminsky om deze op te pakken. De FBI zet Kaminskys dood in scène zodat deze kan infiltreren in de bende onder zijn nieuwe naam, Joseph P. Brenner.

## Rolverdeling
| Acteur                | Personage                       |
| --------------------- | ------------------------------- |
| Arnold Schwarzenegger | Mark Kaminsky/Joseph P. Brenner |
| Kathryn Harrold       | Monique                         |
| Darren McGavin        | Harry Shannon                   |
| Sam Wanamaker         | Luigi Patrovita                 |
| Paul Shenar           | Paulo Rocca                     |
| Steven Hill           | Martin Lamanski                 |
| Joe Regalbuto         | Marvin Baxter                   |
| Robert Davi           | Max Keller                      |
| Ed Lauter             | Baker                           |
| Mordecai Lawner       | Marcellino                      |
| Blanche Baker         | Amy Kaminsky                    |